# Busswil bei Melchnau
Busswil bei Melchnau – gmina (niem. Einwohnergemeinde) w Szwajcarii, w kantonie Berno, w regionie administracyjnym Emmental-Oberaargau, w okręgu Oberaargau.

## Demografia
W Busswil bei Melchnau mieszka 177 osób. W 2020 roku 2,3% populacji gminy stanowiły osoby urodzone poza Szwajcarią.